# Graziano Verzotto
Graziano Verzotto (Santa Giustina in Colle, 31 maggio 1923 – Padova, 12 giugno 2010) è stato un partigiano, dirigente d'azienda e politico italiano.

## Biografia

### La partecipazione alla Resistenza italiana e l'ingresso in politica
Partecipò ventenne alla Resistenza, inquadrato dapprima in una formazione garibaldina e poi in una di cattolici, passando attraverso un accordo politicamente impegnativo con i fascisti e i tedeschi di Padova. Per aver capeggiato l'insurrezione contro i nazisti a S. Giustina in Colle fu considerato dai suoi compaesani corresponsabile dell'eccidio nazifascista del 27 aprile 1945 avvenuto nel comune padovano, per cui si precluse ogni spazio politico in provincia di Padova. 
Nel 1947, «vistosi odiato dalla popolazione, si allontanò dal paese di nascita», accettando un incarico di organizzatore politico in Sicilia per conto della Democrazia Cristiana. Nel 1949 sposò la deputata catanese Maria Nicotra. Nel 1955 l'allora segretario Amintore Fanfani lo nominò commissario del partito a Siracusa e tra il 1962 e il 1966 ricoprì l'incarico di segretario regionale della DC. Per un ventennio rimase al centro della vita politica siciliana, legando il suo nome a diverse vicende torbide. 

### La carriera nell'ENI, l'elezione a senatore, i rapporti conCosa Nostra, l'attività di dirigente sportivo e la latitanza
Fu uno dei promotori, assieme a personaggi controversi come Vito Guarrasi e l'imprenditore Domenico La Cavera, della nascita della So.Fi.S, la società della Regione Siciliana che fu il primo esempio di società pubblica regionale. Assunto nel 1950 all'AGIP «con l'aiuto della moglie e del partito», proseguì la sua carriera all'Eni, di cui divenne dirigente nel 1955. Nel 1967 fu nominato presidente dell'EMS, l'ente minerario siciliano, altra società economica della Regione, gestita fino agli inizi del 1975 con criteri prettamente clientelari, deprecati dai suoi stessi amici di partito. 
Eletto nel 1968 al Senato della Repubblica per la DC nel collegio di Noto (SR), preferì dimettersi l'anno successivo per conservare la presidenza dell'EMS. Ritenuto vicino a influenti capimafia, nel 1960 fu testimone di nozze del boss Giuseppe Di Cristina assieme al catanese Giuseppe Calderone. Il suo nome è stato accostato sia alla morte di Enrico Mattei (27 ottobre 1962) che al sequestro del giornalista Mauro De Mauro (16 settembre 1970). Fu infatti Verzotto ad organizzare, con motivazioni risultate infondate e pretestuose, la fatale trasferta di Mattei in Sicilia del 26-27 ottobre 1962, ad appena una settimana di distanza dalla precedente. Agli inizi del 1970 fu sempre lui a coinvolgere il redattore de L'Ora di Palermo in una campagna di stampa ricattatoria nei confronti di Eugenio Cefis e del suo protettore politico Amintore Fanfani. Lo fece tre o quattro mesi prima che il regista napoletano Francesco Rosi affidasse a De Mauro l'incarico di ricostruire gli ultimi due giorni di vita di Enrico Mattei nell'isola.
Verzotto fu anche un dirigente sportivo. Infatti nell'estate del 1970 divenne presidente del Siracusa Calcio, centrando al suo primo anno la promozione in Serie C in una finale memorabile vinta al Vomero di Napoli contro i palermitani del Cantieri Navali. Rimase in carica fino al 1975. Dopo la sua fuga all'estero la gestione del club fu per qualche tempo assunta dalla moglie Maria Nicotra. Intanto la scoperta, da parte dell'avv. Giorgio Ambrosoli, di interessi in nero percepiti sui fondi depositati dall'EMS in una banca già di proprietà di Michele Sindona lo costrinse il 27 gennaio 1975 a rassegnare le dimissioni dalla carica. 
Per aver minacciato rivelazioni su vicende divenute segreto di Stato quattro giorni più tardi fu oggetto di un maldestro tentativo di sequestro di persona, destinato quasi sicuramente a concludersi con la sua soppressione. Preavvisato da un ufficiale dei carabinieri dell'imminente arrivo di due mandati di cattura per peculato e interessi privati in atti d'ufficio, nel marzo del 1975 riparò all'estero, prima in Libano e poi a Parigi. Rimase latitante per 16 anni per sfuggire agli effetti di una condanna per peculato passata in giudicato. 

### Il rientro in Italia, gli ultimi anni e la morte
Nel 1991 un indulto gli consentì di rientrare in Italia, ma tra il 1995 ed il 1998 fu nuovamente coinvolto nella seconda inchiesta giudiziaria sulla morte di Mattei e, dopo il 2007, nella terza inchiesta giudiziaria sulla scomparsa di De Mauro.. Nel 2008 ha pubblicato un'autobiografia dai toni agiografici, che non dissolve dalle nubi gravanti sulla sua vicenda politica.  I tifosi del Siracusa gli riservarono un'ultima, calorosa accoglienza nel 2009, quando fece ritorno nella città di Siracusa per presentare il suo libro di memorie. Verzotto è deceduto in una clinica di Padova il 12 giugno 2010, all'età di 87 anni.

## Opere
- Guerrino Citton (a cura di), Dal Veneto alla Sicilia - Il sogno infranto: il metanodotto Algeria-Sicilia, Padova, La Garangola, 2008, ISBN 8887222169.
- Salvatore Brancati (a cura di), Enrico Mattei? un pescatore di trote, Palermo, ILA Palma, 1997.